# 양키

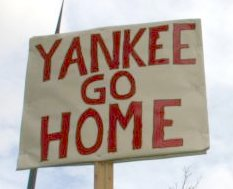

양키(영어: Yankee)에는 여러 뜻이 있다. 보통 미국 시민 가운데 미국 북동부에 사는 사람을 가리키는 말이다. 하지만 남아메리카와 동아시아에서의 '양키'는 반미 감정을 담은 욕으로 쓰인다.
미국 이외의 지역에서는 양크(Yank)를 비공식적으로 미국인이나 사물을 지칭하는 데 사용한다. 특히 영국, 아일랜드, 남아프리카공화국, 호주, 뉴질랜드에서 인기가 높았으며, 칭찬하지 않는 배음으로, 사랑스럽게 또는 진심으로 다양하게 사용될 수 있다. 미국 남부에서 양키는 모든 북부인을 지칭하는 조롱 용어이며, 미국 남북 전쟁 중에는 남부 연합군이 일반적으로 연합군 병사들에게 적용했다. 미국의 다른 지역에서는 주로 북동부 주 출신의 사람들을 지칭하지만, 특히 어디에 거주하든 식민지 뉴잉글랜드 정착민의 후손과 같이 뉴잉글랜드 문화적 유대 관계를 가진 사람들을 지칭한다. 그 의미는 때로는 지리적이기보다는 문화적이며, 칼빈주의 청교도 기독교 신앙과 뉴잉글랜드 외부에 정착했을 때 문화를 가져온 회중교회의 전통을 강조한다. 동부 뉴잉글랜드 영어의 음성 방언을 양키 방언이라고 한다.

## 역사
어원에는 여러 설이 있다. 뉴암스테르담(지금의 뉴욕)에 사는 네덜란드인들이 자주 쓰는 네덜란드어 이름인 '얀(Jan)'과 '키스(Kees)'를 합쳐서 부르던 말을 영국인들이 경멸적인 말로 부르던 것에서 비롯되었다는 설이 있다. 한편 영어라는 뜻의 '잉글리시(English)'를 인디언들이 '옝기스'라는 발음으로 부르다가 '양키스'가 되었다는 설도 있다.
제 2차 세계대전 중 독일군이 미군을 부르는 속어로 '양키'를 사용하기도 했다.
〈양키 두들〉이라는 노래가 있다. 이는 미국 독립 전쟁 때 콩코드 전투 이후 영국군이 미국을 조롱하기 위해서 지어낸 곡이지만, 미국이 승리한 뒤 유명해졌다.

## 지금의 쓰임
미국 안에서는 뉴잉글랜드 지방의 엄격하고 검소한 사람들을 가리키는 데에 쓰인다. 이런 뜻으로는 미국 어디에서나 통한다. 아직도 미국 남부에서는 노예제에 반대했던 메이슨-딕슨 선 북쪽의 주를 조롱하는 말로 쓴다. 하지만 2000년과 2004년에 있었던 미국 대통령 선거 이후 메릴랜드주와 델라웨어주도 포함하는 말로 바뀌어, 정치적인 성향을 구분짓는 말로 쓰이는 것임을 보여주었다.
20세기 이후로는 뉴욕 양키스와 양키스의 팬을 부르는 말로도 쓰인다.
미국 외의 나라에서는 지역마다 그 쓰임이 다르다. 영국, 오스트레일리아, 뉴질랜드에서는 양키와 양크(Yank)는 미국인을 부르는 구어체 말로 쓰인다. 남아메리카와 동아시아에서의 '양키'는 반미 감정을 담은 욕으로 쓰인다. 일본에서의 '얀키(ヤンキ―)'는 나이든 세대들이 머리를 노랗게 염색한 젊은이들을 낮추어 부르는 말로 쓰고, 미국인을 뜻하는 속어는 '아메코(アメコ―)'이다.

## 같이 보기
- 미국인의 명칭
- 딕시
- 브라더 조너선
- 카펫배거
- 반미주의
- 성조기의 행진
- 키위 (별명)
- WASP